# Vojenský záslužný řád (Württembersko)
Vojenský záslužný řád (německy Militärverdienstorden) bylo württemberské vojenské vyznamenání. Založil ho 11. února 1759 vévoda Karel Evžen Württemberský pod názvem Militär-Carls-Orden (Karlův vojenský řád), který byl udělován důstojníkům za sedmileté války. Řád byl obnoven 6. listopadu 1799 württemberským králem Fridrichem I. ve čtyřech třídách. V roce 1806 obdržel své nynější jméno. Udělován byl za válečné zásluhy a v době míru za 25 let věrné služby. Zanikl s pádem monarchie ve Württemberku po roce 1918.
Za první světové války byly uděleny 2 velkokříže, 11 komturských a 2 170 rytířských tříd.

## Vzhled řádu

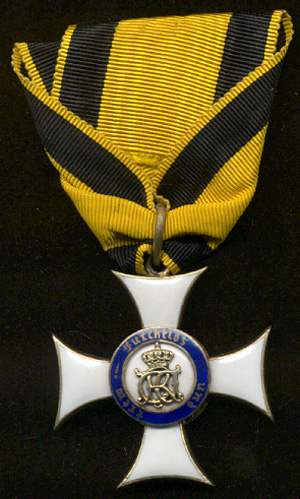
Zadní strana rytířského kříže z 1. světové války.

Do roku 1818 je odznakem zlatý, bíle smaltovaný tlapatý kříž, zakončený kuličkami a převýšeném korunou. V modrém středovém medailonu se nachází korunovaná iniciála F.R. (Fridericus Rex - Fridrich král).
Od roku 1818 je odznakem zlatý, bíle smaltovaný tlapatý kříž převýšený cípatou korunou. V bílém středovém medailonu je umístěn zelený vavřínový věnec, okolo něj je na modré pásce nápis Furchtlos und trew (Bez bázně a věrně). Na zadní straně pak byly korunované iniciály panujícího württemberského krále, opět obehnané heslem řádu. Ode dne 25. září 1914 byla koruna v převýšení zrušena.
Stuha žlutá s černým postranním pruhem. Později se používala tmavomodrá stuha, avšak za 1. světové války rytířská třída obdržela opět žlutou s černým postranním pruhem, aby se tak odlišila od mírové doby.

## Dělení
Původně byl řád dělen do čtyř tříd. Změnou statut ze dne 23. září 1818 vznikly třídy tři.
- velkokříž - u krku, hvězda
- komtur - u krku
- rytíř - na prsou